# スズキ・eビターラ
eビターラ（英語: e Vitara）はスズキが2024年に発表したBセグメントサイズのクロスオーバーSUV型の二次電池式電気自動車 (BEV)。スズキ初の量産型BEVである。
トヨタ自動車にOEM供給され、トヨタ・アーバンクルーザーの車名で販売される予定。

## 概要
2024年11月4日にイタリア・ミラノにて発表した。2023年にニューデリーオートエクスポとJAPAN MOBILITY SHOWで公開したコンセプトモデル「eVX」の量産版で、トヨタ自動車に「トヨタ・アーバンクルーザー」の車名でOEM供給されることが2024年12月12日に発表されている が、そのスタイリングは2023年12月にヨーロッパで「アーバンSUVコンセプト」として公開されたものである。

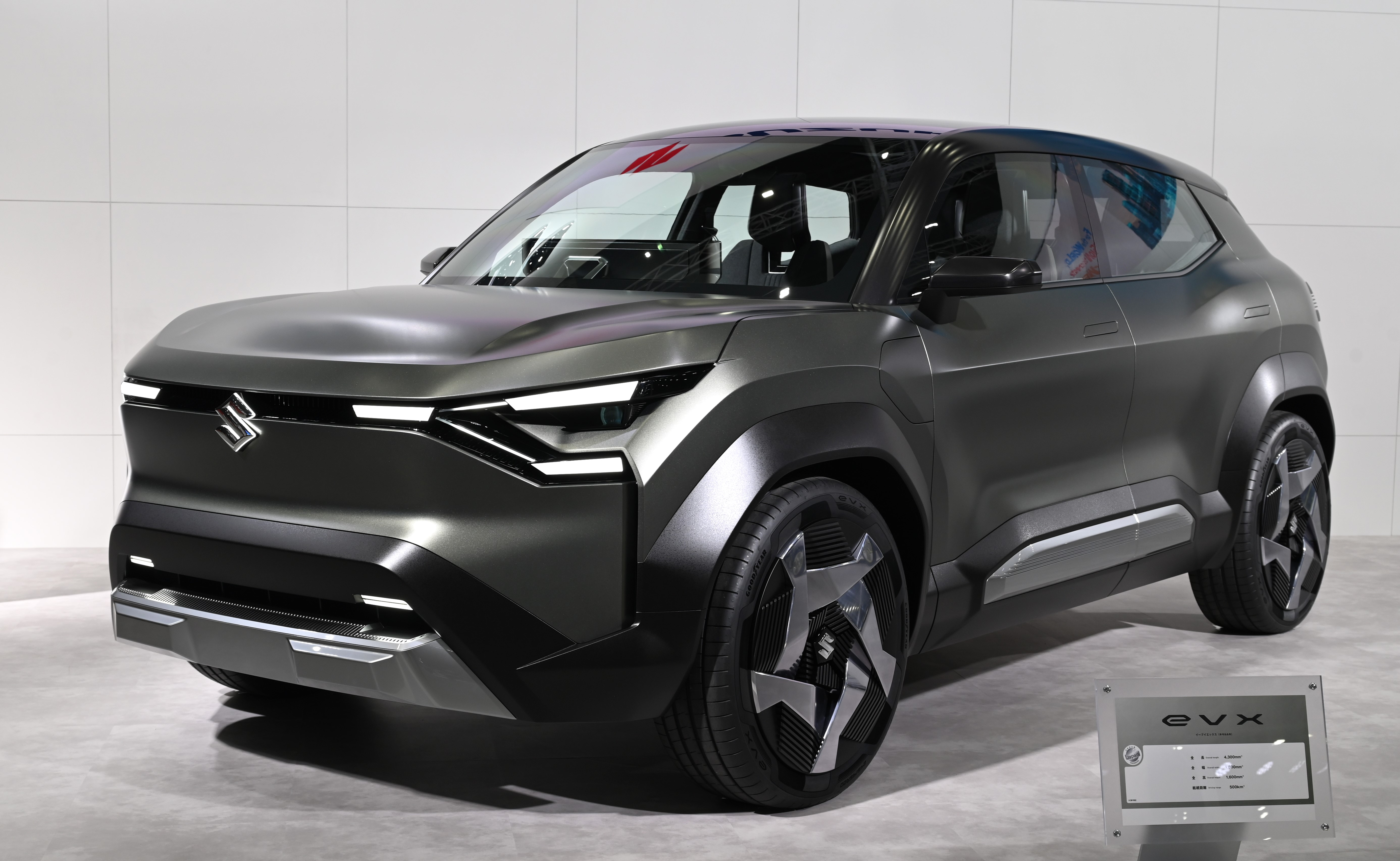
コンセプトモデル「eVX」
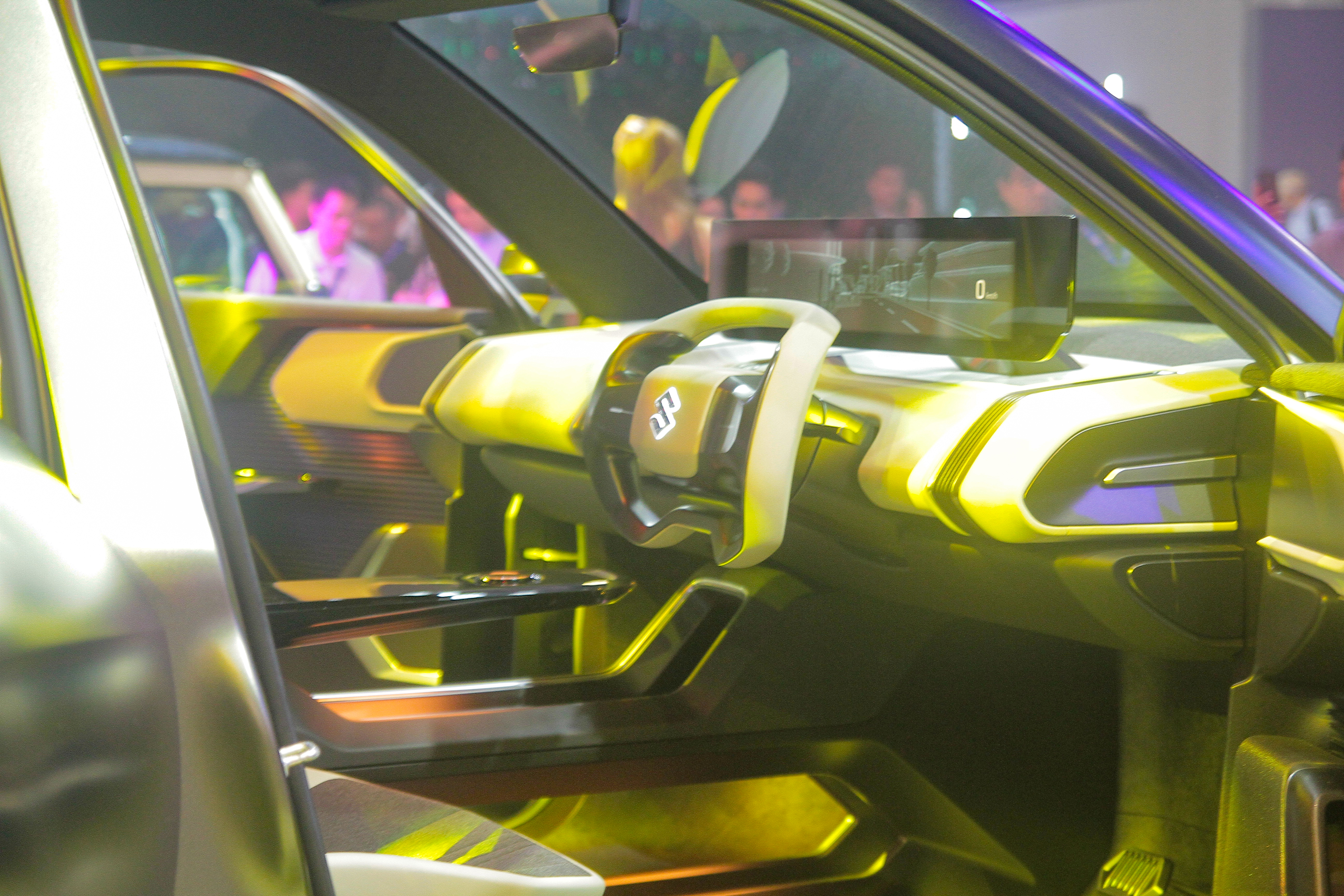
「eVX」内装

プラットフォームとEVユニットはスズキ・トヨタ自動車・ダイハツ工業の共同開発によるもので、重心の低下等を目的として電気自動車に特化した構造であるスケートボード型プラットフォームの「HEARTECT-e」を新規に採用。バッテリーオプションは共にBYD製のリン酸鉄リチウムイオン電池 (LFP)を使用した106 kW (142 hp; 144 PS) の49kWhバッテリーパックと128 kW (172 hp; 174 PS) の61kWhバッテリーパックの2種類を用意。四輪駆動モデルは135 kW (181 hp; 184 PS)のパワーと300 N⋅m (31 kg⋅m; 220 lb⋅ft)のトルクを発揮する。モーターとインバーターを一体化した高効率の電動アクスルを搭載し、前後に独立した2つの電動アクスルにより様々な走行モードを実現する電動四輪駆動システム「ALLGRIP-e」を用意する。
eビターラはインドのスズキ・モーター・グシャラート（マルチ・スズキ・インディアに合併予定）で製造され、約半数が欧州市場を始めとする輸出向けとなる。2025年3月までにインドで販売を開始し、同年中には欧州市場と日本市場にも投入される見通し。2025年7月10日、日本向けのティザーサイトを公開した。